# Иретский лиман
Иретский — лиман на северо-востоке Охотского моря в заливе Шелихова.

## Гидроним
Название от реки Иреть, которая в свою очередь происходит от эвенского ирэт — «молодой (мелкий) лес», «лиственница». Возможно, одноимённый мыс имеет ввиду Степан Крашенинников, называя его Еннеткин: «а от Тактамы день езды на собаках или на байдарке морем до Макачи. Между сею последнею речкою и Тактамою есть мыс Еннеткин и губа Иреть, в которую пала речка того же имени». Еннеткин от корякско-чукотского Э’ныткын: «мыс», «острие», «кончик носа».

## География
Омывает Тахтаямскую равнину. От залива Шелихова отделён узкой 20-километровой Иретской косой. На косе расположен нежилой посёлок Новый Иреть. Лиман соединён с заливом узким проходом на юге шириной около 150 метров и глубиной 2 метра. Южнее расположен мыс Иретский — северной вход в Ямскую губу.
Средняя величина прилива в лимане — 4 метра.
В лиман впадает река Иреть.
В лимане водятся морские виды рыб, гольцы, тихоокеанские лососи.